# Zentralsortierungsanlage Ampflwang

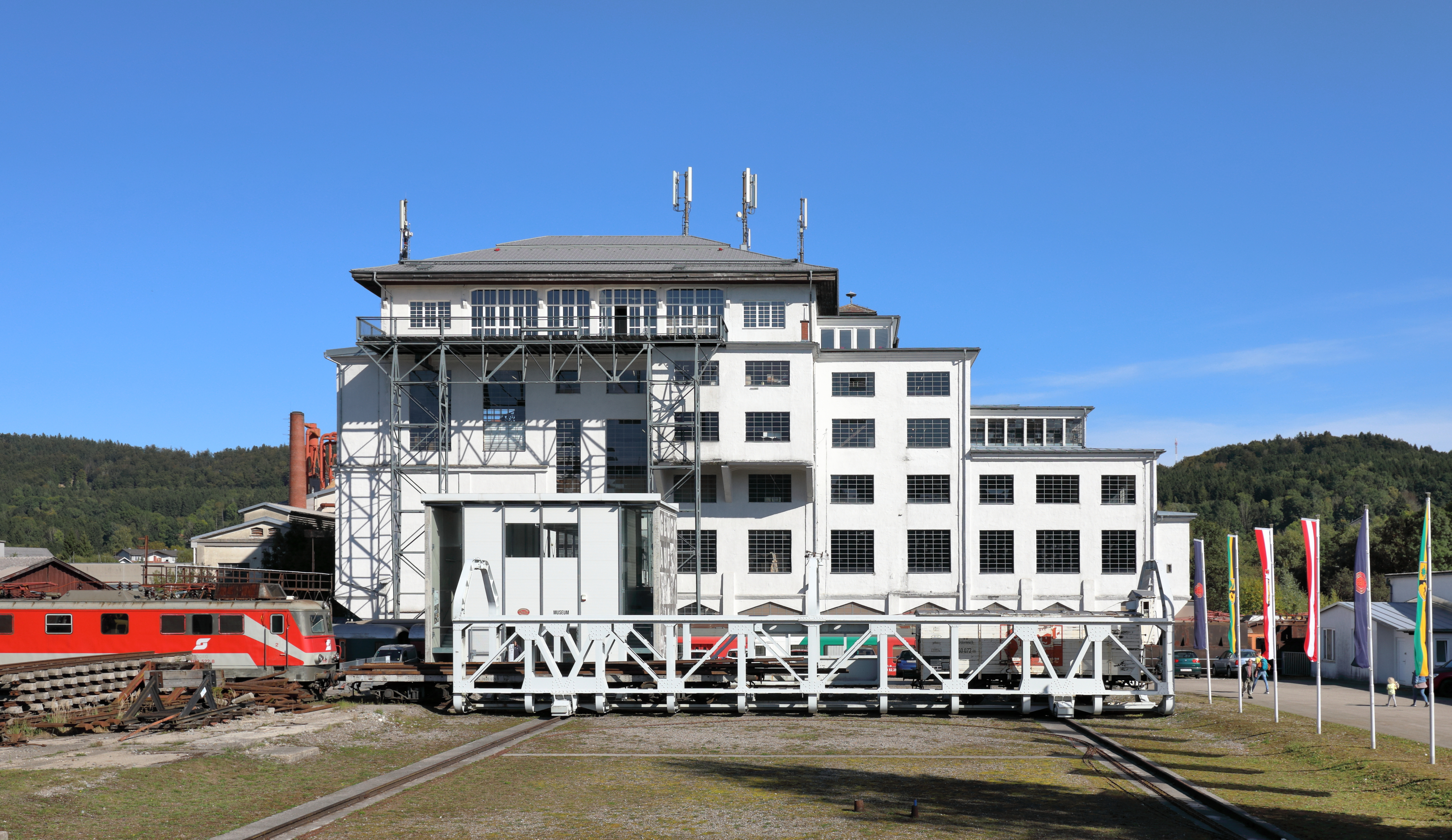
Die ehemalige Zentralsortierungsanlage und aktuell Teil des Eisenbahn- und Bergbaumuseums Ampflwang

Die Zentralsortierungsanlage Ampflwang ist eine ehemalige Anlage zur Kohlenaufbereitung der Wolfsegg-Traunthaler Kohlenwerks AG in Ampflwang im Hausruckwald.

## Geschichte
Die Zentralsortierung wurde im Jahr 1925 erbaut. Bis 1964 wurde die  Braunkohle, die in mehreren Stollen im Hausruck abgebaut und mit einer Kohlenbahn und durch einen Tunnel zum Brecher Buchleiten gebracht wurde, wo sie auf eine einheitliche Größe gebracht wurde, über eine Materialseilbahn zur Zentralsortierung transportiert. Ab 1964 geschah dies mithilfe eines Förderbands, das in den 1990er Jahren abgerissen wurde. 
1988 ging die neue Kohlenwäsche in Betrieb, die die alte Zentralsortierungsanlage ersetzte. Sie war nur 7 Jahre bis zur Schließung des Bergwerks 1995 im Einsatz. 1995 wurden fast alle Maschinen aus dem Gebäude entfernt und entweder verschrottet oder verkauft.

## Heutige Nutzung
Die meisten Gebäude auf dem Gelände der Zentralsortierung sind erhalten und gehören der ÖGEG. Nur die neue Kohlenwäsche wurde abgerissen. In der Zentralsortierung  ist heute ein Museum über Bergbau und über die Eisenbahn untergebracht. In unmittelbarer Nähe befindet sich ein Ringlokschuppen, in dem alte Lokomotiven besichtigt werden können und von der ÖGEG gewartet werden.

## Industriedenkmal
Die Zentralsortierungsanlage der Wolfsegg-Traunthaler Kohlenwerks AG ist ein markantes Industriedenkmal, welches bei der Oberösterreichischen Landesausstellung 2006 ein Schauobjekt war. In den 1920er Jahren gehörte sie zu den modernsten Bergbauanlagen ihrer Zeit.